# Rcp (Unix)
Pour les articles homonymes, voir RCP.
 (décembre 2022).
Si vous disposez d'ouvrages ou d'articles de référence ou si vous connaissez des sites web de qualité traitant du thème abordé ici, merci de compléter l'article en donnant les références utiles à sa vérifiabilité et en les liant à la section « Notes et références ».
 (décembre 2022).
rcp (de l'anglais remote copy) est un programme issu du package rlogin qui permet de copier des fichiers sur ou à partir d'une autre machine, reliée en réseau. Pour pouvoir le faire, il faut que le compte que l'on utilise actuellement soit reconnu par la machine distante. Pour être reconnu, l'utilisateur doit avoir un compte avec le même nom sur la machine distante et, en plus, il doit avoir correctement configuré son fichier .rhosts.
Pour des raisons de sécurité, les administrateurs peuvent bloquer les accès rcp ; on lui préfère maintenant scp.